# Osmerolatična osinica
Osmerolatična osinica (osmerolatični drijas, fresinica, zelebor, steljka osmolatična; lat. Dryas octopetala), vazdazelena biljka iz porodice ružovki rasprostranjren po subarktičkoj i subalpskoj Euroaziji, te na sjeveru Sjeverne Amerike (Aljaska). Nacionalni je cvijet  Sjeverozapadnog Teritorija(Kanada).
Nižeg je rasta, 8 do 15 cm, puzajuća i razgranata. Listovi su naizmjenični, cvjetovi pojedinačni, dvospolni, rjređe jednospolni. plod je ahenij. Postoje i brojne podvrste, u Hrvatskoj raste D. octopetala subsp. octopetala (Velebit i Gorski kotar)
Listovi se mogu koristiti za čaj.
- D. octopetala
- D. octopetala
- D. octopetala
- D. octopetala